# هزارفن أحمد جلبي
أحمد جلبي وشهرته هزارفن أحمد جلبي (بالتركية: Hezârfen Ahmed Çelebi)‏ وهزارفن تعني صاحبُ ألف فن، هو عالم عثماني مسلم عاش في القرن الحادي عشر الهجري الموافق للقرن السابع عشر الميلادي، قام في أول أمره بتسع محاولات للطيران ولمسافات قصيرة في ميدان الخيول في مدينة إسطنبول ونجح فيها كلها، وذلك في 1045 هـ/1636م. وقام بعدها بالطيران الكبير له، وهو الطيران من فوق برج غلطة إلى منطقة أسكدار في مدينة إسطنبول.

## الطيران الكبير

طار أحمد جلبي من غلطة في الجانب الأوروبي حتى أسكدار في الجانب الآسيوي من مدينة إسطنبول.

أعد هزارفن أحمد جلبي العدة للطيران من فوق برج غلطة الواقع في الجانب الأوروبي إلى منطقة أسكدار الواقعة في القسم الآسيوي من مدينة إسطنبول، ويفصل بينهما مضيق البسفور. تجمع أهالي مدينة إسطنبول في ذلك اليوم، وكان السلطان العثماني مراد الرابع ومعه الصدر الأعظم والوزراء في قصر باشا في سراي بورنو يراقبونه. قفز أحمد جلبي من فوق البرج بالأجنحة التي ركبها حول جسده، وقد استفاد من حركة الرياح، وحط في «دوغانجيلار» في أسكدار.

## نفيه للجزائر
بعد أن نجح أحمد جلبي التقى بالسلطان مراد الرابع وأعطاه كيساً من الذهب، ولكنه نفاه إلى الجزائر وتوفي هناك.